# Казгулак (река)
Казгула́к — река в России, протекает в Ставропольском крае в Туркменском районе.

## География и гидрология
Длина реки составляет 24 км, площадь водосборного бассейна 163 км². На реке имеется плотины и несколько прудов. Исток реки находится к северо-западу от села Казгулак. Устье реки находится в 93 км по левому берегу реки Айгурка, к востоку от хутора Березовский.

## Данные водного реестра
По данным государственного водного реестра России относится к Донскому бассейновому округу, водохозяйственный участок реки — Калаус, речной подбассейн реки — бассейн притоков Дона ниже впадения Северского Донца. Речной бассейн реки — Дон (российская часть бассейна).
Код объекта в государственном водном реестре — 05010500212108200001251.